# 운전

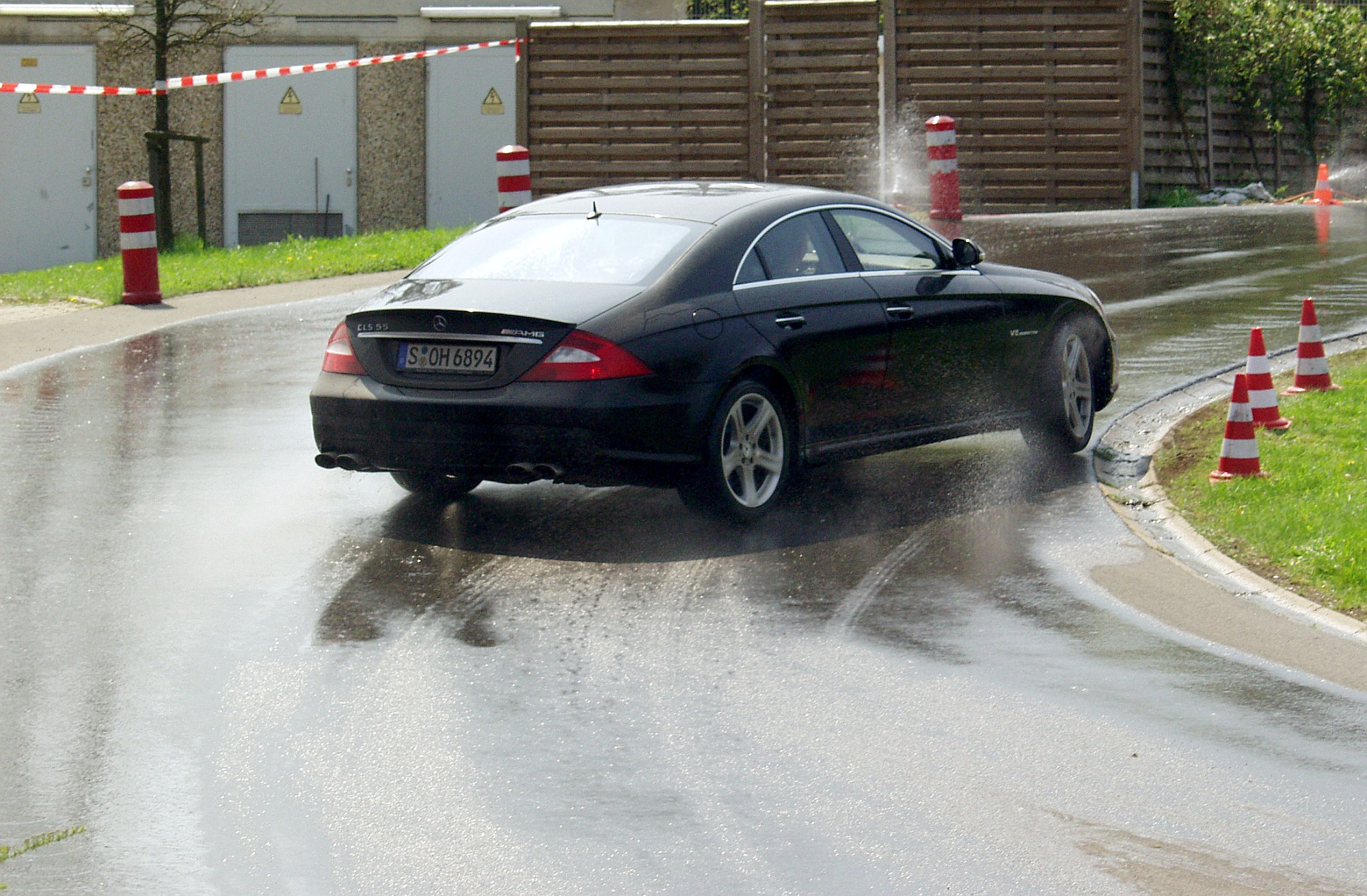
운전

운전(運轉) 또는 드라이빙(영어: driving)은 사람이 승용차, 트럭 등을 움직이는 행위이다. 운전에 대한 법은 국가마다 다르다. 운전을 하는 사람은 운전자(運轉者), 기사, 또는 드라이버(driver)라고 한다.
운전은 자동차, 오토바이, 트럭, 버스를 포함한 육상 차량의 제어된 작동 및 이동이다. 공공 고속도로에서 운전할 수 있는 허가는 충족된 조건에 따라 부여되며 운전자는 운전하는 장소의 확립된 도로 및 교통법을 따라야 한다. 운전이라는 단어의 어원은 15세기로 거슬러 올라간다. 운전을 포괄하는 용어가 15세기의 일하는 동물에서 1800년대의 자동차로 바뀌면서 발전해 왔다. 운전 기술도 15세기 이후로 발전해 운전에 필요한 신체적, 정신적, 안전 기술도 필요해졌다. 운전에 필요한 기술의 이러한 발전은 운전자뿐만 아니라 자동차의 운전 가능성과 관련된 운전법의 도입을 동반했다.
"운전사"의 영단어 driver는 15세기에 짐마차나 짐마차 말과 같은 일하는 동물을 운전하는 직업을 가리키는 데 유래되었다. 이는 나중에 1889년에 전기 철도 운전자에게, 1896년에는 자동차 운전자에게 적용되었다. 세계 최초의 자동차 장거리 도로 여행은 1888년에 베르타 벤츠(Bertha Benz)가 벤츠 페이턴트 모터바겐(Benz Patent-Motorwagen)을 몰고 만하임에서 독일 포르츠하임까지 운전하면서 일어났다. 운전에는 신체적, 정신적 기술뿐만 아니라 도로 규칙에 대한 이해도 필요하다.
많은 국가에서 운전자는 운전면허를 취득하기 위해 실기 및 이론 운전 시험을 통과해야 한다. 운전에 필요한 신체적 기술에는 올바른 손 배치, 기어 변속, 페달 작동, 조향, 제동 및 보조 장치 작동이 포함된다. 정신 기술에는 위험 인식, 의사 결정, 회피 기동 및 차량 역학 이해가 포함된다. 산만함, 의식 상태의 변화, 특정 건강 상태로 인해 운전자의 정신적 능력이 손상될 수 있다.
운전 시 안전 문제로는 열악한 도로 상황, 낮은 시야, 운전 중 문자 메시지, 과속, 운전 부주의, 수면 부족 운전, 난폭 운전 등이 있다. 운전, 운전면허, 차량 등록에 관한 법률은 관할권마다 다르다. 대부분의 국가에는 알코올이나 기타 약물의 영향으로 운전하는 것을 금지하는 법률이 있다. 일부 국가에서는 도로 안전을 유지하기 위해 운전 면허증에 대해 연간 갱신 또는 포인트 제도를 시행한다.
세계보건기구(WHO)는 매년 135만 명이 도로 교통사고로 사망하는 것으로 추산한다. 이는 5세에서 29세 사이의 사람들의 주요 사망 원인이다.

## 운전 실력
교통 상황에서 운전하는 것은 차량을 제어하는 메커니즘을 작동하는 방법을 아는 것 이상이다. 도로교통법을 적용하는 방법을 알아야 한다(다른 사용자와의 안전하고 효율적인 공유를 보장함). 효율적인 운전자는 차량 핸들링의 기본 사항을 직관적으로 이해하고 책임감 있게 운전할 수 있다.
법적으로 운전자로 간주되는 사람은 도로교통법을 준수해야 한다. 장거리 운전은 로드트립(Road Trip)이라고 한다.
일부 국가에서는 도로 규칙에 대한 기본적, 실용적, 이론적 지식을 운전 시험을 통해 평가하고 합격한 사람에게는 운전 면허증이 발급된다. 농촌 에서는 운전 못하면 외출도 어렵거나 불편해서 연애, 결혼도 쉽지 않다.

## 나이
10대 운전자가 연루된 자동차 사고로 인한 부상 및 사망 비율이 높다. 십대의 운전이 적을수록 부상 위험이 줄어든다는 증거가 있다. 능동적인 교통을 장려하고 운전과 관련된 위험, 비용 및 스트레스에 대한 정보를 공유하기 위한 교육적 개입이 10대 청소년의 자동차 운전을 줄이거나 지연시키는 데 효과적인지에 대한 증거는 부족하다.

## 운전 원활성
자동차의 운전 원활성(Driveability)은 운전자가 원하는 대로 동력이 원활하게 전달되는 것을 의미한다. 원활성 저하의 대표적인 원인은 거친 공회전, 실화, 서지, 주저함, 출력 부족 등이다.

## 운전 금지
운전자는 단기간 또는 영구적으로 운전 정지 또는 자격 박탈(금지)을 받을 수 있다. 이는 일반적으로 심각한 교통 위반(예: 음주 운전으로 인한 사망), 반복적인 경미한 교통 위반(예: 과속으로 인해 너무 많은 벌점 부과) 또는 운전을 방해하는 특정 건강 상태에 대한 대응이다.
일부 관할권에서는 특정 번호판 구성을 갖춘 차량의 특정 날짜에 운전을 금지한다.
과거 몇몇 국가에서는 여성의 운전을 금지했다. 오만에서는 1970년까지 여성의 운전이 허용되지 않았다. 사우디아라비아에서는 2018년까지 여성에게 운전 면허증이 발급되지 않았다. 사우디 여성들은 이러한 제한에 반대하여 주기적으로 운전 시위를 벌였으며 2017년 9월 사우디 정부는 금지를 해제하기로 합의했다. 2018년 6월부터 시행됐다.

## 같이 보기
- 자동차 운전면허
- 드리프트 주행
- 교통 사고
- 교통 체증
- 사각지대
- 로드킬
- 주차